# Tour du Roy de Sainte-Livrade-sur-Lot
La tour du Roy est située à Sainte-Livrade-sur-Lot, en Lot-et-Garonne.

## Histoire
Selon les sources, la tour serait un reste d'un château construit par Richard-Cœur-de-Lion, une tour de l'enceinte de la ville. 
Le baron de Madaillan tenait la ville de Sainte-Livrade en paréage avec le roi.  Les historiens y ont vu plus probablement une maison forte construite par un seigneur des environs à proximité des remparts de la ville à la fin du XIIIe siècle ou au début du XIVe siècle pour participer à sa défense.
Le site de Madaillan étant passé à la famille du Fossat d'Aiguillon, Sainte-Livrade a fait partie de leurs biens, puis de leurs héritiers.
À la Révolution, la tour est devenue la propriété de la commune qui en a fait une prison.
La tour a été inscrite au titre des monuments historiques le 16 juillet 1925,.